# Конрад фон Текленбург-Шверин
Конрад фон Текленбург-Шверин (на немски: Konrad von Tecklenburg-Schwerin, der dolle Cord, * 1501, † 6 или 16 юни 1557) е от 1534 г. до смъртта си граф на Текленбург. Той е също от 1524 г. господар на Реда и от 1541 до 1546 г. също граф на Линген.

## Биография
Конрад е най-големият син на Ото VIII фон Текленбург и неговата съпруга Ирмгард фон Ритберг. Той е възпитаван в двора на Филип I Великодушния, ландграфът на Хесен. Участва в имперското събрание във Вормс (1521) и се бие с Филип през 1523 г. на страната на архиепископа на Трир против Франц фон Зикинген.
През 1524 г. той става господар на Господство Реда, през 1525 г. започва война с епископия Оснабрюк, която е прекратена едва през 1565 г. с договора от Билефелд.
На 13 май 1527 г. Конрад се жени за Мехтхилд фон Хесен (1490 – 1558), дъщеря на ландграф Вилхелм I от Долен Хесен. Тя е братовчедка на ландграф Филип I. Под влиянието на съпругата му той става лутеранец и въвежда протестантството в земите си.
След смъртта на баща му Конрад поема през 1534 г. и графство Текленбург. През 1541 г. умира бездетният му чичо Николаус IV фон Текленбург той поема и неговото съседно графство Линген и въвежда също и там протестантската вяра. След 5 години той загубва графство Линген в резултат на Шмалкалдийската война (1546 – 15479. Католическият император Карл V налага над него и имперска присъда.

## Деца
Конрад фон Текленбург-Шверин и Мехтхилд фон Хесен имат една дъщеря:
- Анна (* 5 юли 1532, † 24 август 1582), която се омъжва 1553 г. за граф Ебервин III фон Бентхайм-Щайнфурт (* 1536, † 1562).